# Solanderia procumbens
Solanderia procumbens is een hydroïdpoliep uit de familie Solanderiidae. De poliep komt uit het geslacht Solanderia. Solanderia procumbens werd in 1873 voor het eerst wetenschappelijk beschreven door Carter. 